# Метаборат кальция
Метаборат кальция — неорганическое вещество, 
соль щелочноземельного металла кальция и метаборной кислоты
с формулой Ca(BO2)2,
бесцветные кристаллы,
слабо растворяется в воде,
образует кристаллогидраты.

## Получение
- В природе встречаются минералы:
  - кальциборит — Ca(BO2)2;
  - уралборит — Ca(BO2)2•2H2O;
  - фроловит — Ca(BO2)2•4H2O;
  - пентагидроборацит — Ca(BO2)2•5H2O.
- Реакция гидроокиси кальция и водных растворов борной кислоты:

{\displaystyle {\mathsf {Ca(OH)_{2}+2H_{3}BO_{3}\ {\xrightarrow {}}\ Ca(BO_{2})_{2}+4H_{2}O}}}

## Физические свойства
Метаборат кальция образует бесцветные кристаллы 
ромбической сингонии,
пространственная группа P nca,
параметры ячейки a = 0,619 нм, b = 1,160 нм, c = 0,428 нм, Z = 4.
Слабо растворяется в воде.
Образует кристаллогидраты состава Ca(BO2)2•n H2O, где n = 2, 4, 5 и 6.

## Применение
- В производстве стекла, керамики, эмалей.
- Как микроудобрения.
- Сырье в производстве ортоборной кислоты..